# 五女子
五女子（ごにょうし、ごにょし）は、愛知県名古屋市中川区にある町名。現行行政地名は五女子町1丁目から五女子町5丁目と五女子一丁目及び五女子二丁目。五女子町は「ごにょしちょう」と読み、五女子は「ごにょうし」と読む。住居表示は五女子町が未実施、五女子が実施済み。

## 地理
名古屋市中川区の東部に位置し、五女子の東に荒江町、五女子町の西に二女子町、南に八熊通、北に八幡本通と露橋と接する。

## 歴史

### 町名の由来
地名の由来としては、愛知郡片端の里なる場所を治めていた領主に7人の娘がおり、その娘をそれぞれ嫁がせた場所に「一女子村」から「七女子村」の村名が生じたという伝説が残されている。ただし、一女子・三女子・六女子なる地名について、『尾張国地名考』の時代にはすでに存在しておらず、それぞれ五女子村付近に所在したと推測している。五女子村について、平凡社（1981年）は五女子町・荒江町・小山町・畑代町・八熊通・柳川町・長町・八幡町・八幡本通・石場町・八島町・尾頭橋通・八神町の範囲に対応するとしている。五女子村自体は1878年（明治11年）に二女子村と合併し、八熊村となり消滅している。

### 沿革
- 1960年（昭和35年）3月5日 - 中川区八熊町の一部により、同区五女子町が成立する[1]。
- 1981年（昭和56年）9月6日 - 中川区五女子一丁目が荒江町・五女子町・八熊町・八幡本通の各一部により、五女子二丁目が八熊町・荒江町・五女子町・八熊通の各一部によりそれぞれ成立する[1]。

## 世帯数と人口
2019年（平成31年）1月1日現在の世帯数と人口は以下の通りである。
| 町丁・丁目   | 世帯数  | 人口    |
| ------------ | ------- | ------- |
| 五女子町     | 280世帯 | 625人   |
| 五女子一丁目 | 189世帯 | 402人   |
| 五女子二丁目 | 199世帯 | 367人   |
| 計           | 668世帯 | 1,394人 |

## 学区
市立小・中学校に通う場合、学校等は以下の通りとなる。また、公立高等学校に通う場合の学区は以下の通りとなる。
| 町丁・丁目   | 番・番地等 | 小学校               | 中学校               | 高等学校 |
| ------------ | ---------- | -------------------- | -------------------- | -------- |
| 五女子町     | 全域       | 名古屋市立八幡小学校 | 名古屋市立八幡中学校 | 尾張学区 |
| 五女子一丁目 | 全域       | 名古屋市立八幡小学校 | 名古屋市立八幡中学校 | 尾張学区 |
| 五女子二丁目 | 全域       | 名古屋市立八幡小学校 | 名古屋市立八幡中学校 | 尾張学区 |

## 施設
- ザ・ビッグ エクスプレス 五女子店
- 白雲幼児園
- カトリック八熊教会

## その他

### 日本郵便
- 集配担当する郵便局は以下の通りである[WEB 8]。

| 町丁     | 郵便番号 | 郵便局     |
| -------- | -------- | ---------- |
| 五女子   | 454-0033 | 中川郵便局 |
| 五女子町 | 454-0034 | 中川郵便局 |

### WEB
1. 1 2  “町・丁目(大字)別、年齢(10歳階級)別公簿人口(全市・区別)”.   名古屋市 (2019年1月23日). 2019年1月23日閲覧。
2. 1 2  “郵便番号”.  日本郵便. 2019年2月10日閲覧。
3. 1 2  “郵便番号”.  日本郵便. 2019年2月10日閲覧。
4. ↑  “市外局番の一覧”.   総務省. 2019年1月6日閲覧。
5. ↑  “中川区の町名一覧”.   名古屋市 (2015年10月21日). 2019年2月13日閲覧。
6. ↑  “市立小・中学校の通学区域一覧”.   名古屋市 (2018年11月10日). 2019年1月14日閲覧。
7. ↑  “平成29年度以降の愛知県公立高等学校（全日制課程）入学者選抜における通学区域並びに群及びグループ分け案について”.   愛知県教育委員会 (2015年2月16日). 2019年1月14日閲覧。
8. ↑  郵便番号簿 平成29年度版 - 日本郵便. 2019年02月10日閲覧 (PDF)

### 書籍
1. 1 2 3  名古屋市計画局 1992, p. 826.
2. ↑  名古屋市計画局 1992, p. 460.
3. 1 2 3  平凡社地方資料センター 1981, p. 197.